# O Freude über Freude
O Freude über Freude ist ein Weihnachtslied aus Schlesien.
Das Lied schildert die Weihnachtsgeschichte aus der Perspektive eines Hirten, der davon berichtet, wie er nach der Verkündigung der Geburt Jesu durch die Engel (Lk 2,8–20 ) zum Stall von Bethlehem eilte und die Heilige Familie still beobachtete.

## Geschichte
Die heute geläufige Fassung mit Melodie wurde um 1840 in der Gegend von Oppeln mit schlesischem Text aufgezeichnet. Ältere Quellen, darunter ein Fliegendes Blatt aus dem Jahr 1753 mit teilweise verderbtem Text, sowie ein Abdruck mit der Herkunftsangabe Fulnek im Kuhländchen bei Joseph Georg Meinert 1817, deuten auf eine frühere Entstehung hin. Hoffmann von Fallersleben nimmt ohne Angabe von Gründen eine Entstehung gegen Ende des 17. Jahrhunderts an. Er führt auch noch zwei weitere Melodiefassungen aus der Grafschaft Glatz und aus Goschütz an, doch setzte sich die Oppelner Fassung schon im 19. Jahrhundert mit vorwiegenden hochdeutschen Textfassungen in Liederbüchern durch.

## Melodie und Text
| schlesisch | hochdeutsch |
| --- | --- |
| O Freda über Freda! Ihr Nuppern, kummt und hiert, Wås mir durt uf der Heida Für Wunderding passiert! Es quåm a wêßer Engel Bei hucher Mitternacht, Der sung mer a Gesängel, Dåß mir dås Herze lacht. 2. A soite: „Frêt euch ålla, Dar Heland îs geborn Zu Bethlahem im Stalle, Dås hat a sich erkorn. Die Krippa îs sei Betta, Giht hin uf Bethlahem!“ Und wie ar alsu redta, Då flug a wieder hêm. 3. Ich ducht: „Du mußt nich säuma“, Ich ließ die Schäfla stihn. Ich lief durt hinter a Zäunla Bis zu dem Stalle hin. Ich wer a halb Gewenda Dervon, då quåm a Strål, Dar hatte går ke Enda Und wies mich ei dan Stål. 4. Dar Stål wår a Geniste Und hätte går ken Årt, Derzu ôch dås Gerüste Wår herzlich schlecht verwåhrt. Dås Dach wår grausam dünne Und hing am halben Hår. Ich ducht: „Es denn då drinne Gleiwul a Kindl geborn?“ 5. Ich schlech mich uf de Seite, Ich guckt e klên wing nei: Då såh ich a pår Leute Und ôch das Kind derbei. Es hått ke Ploitzla Bette, A ênzig Wischla Struh, Und lag wul asu nette: Ke Maler träfs asu. 6. Es hätte a pår Wengla, Als wenns zwe Rösla wär'n, A Guschla wie a Engla, Zwe Ögla wie zwe Stern, A Köpfla wie a Täubla, Gekroiselt wie dar Klie, A hübsches quanschlichs Leibla, Viel wêßer als dar Schnie. 7. Die Mutter kniet dernaba, Der hå ichs ångesahn. Sie hätts bei ihrem Labe Nie üm wer wêß was gân. Bald nahm sie’s ei de Hände, Bald lät sie’s wieder hin, Sie thäte mit dam Kende Och går unsäglich schün. 8. Und derba uf der Sete Då kniet a lieber Mån, A nêgt sich mit dem Hete Und batt dås Kindla ån. A küßt’s all Ogenblicka. Dås taurt die ganze Nacht; Ar håt's ei enem Stücka Ôch immer ångelacht. 9. Ich glåb, uf ünser Granze Då håts ke sulch schön Kind; Es låg ei lauter Glanze, Ma wurd schier dervo blind. Ich ducht ei menem Sinna: „Dås Kindla stünd der å, Wenn du der’s könnst gewinna, Du wagst a Lamla drå!“ | O Freude über Freude, ihr Nachbarn, kommt und hört, was mir dort auf der Heide für Wunderding’ passiert! Es kam ein weißer Engel zu hoher Mitternacht, der sang mir ein Gesängel, daß mir das Herze lacht. 2. Er sagte: Freut euch alle, der Heiland ist geborn zu Bethlehem im Stalle, das hat er sich erkorn. Die Krippe ist sein Bette, geht hin nach Bethlehem! Und wie er also red’te, da flog er wieder heim. 3. Ich dacht’, du mußt nicht säumen, ich ließ die Schäflein stehn, ich lief dort hinter Zäunen bis zu dem Stalle hin. Da ward ich schier geblendet von einem lichten Strahl, der hatte gar kein Ende und wies mich in den Stall. 4. Der Stall war wie ein Nestchen aus gelbem, dürrem Stroh, die Wände waren Ästchen, die Balken waren roh. Das Dach war herzlich dünne und hing am halben Haar. Ich dachte: Ach da drinne, da liegt das Kindlein gar! 5. Ich schlich mich auf die Seite, ich schaute sacht hinein: Da sah ich ein paar Leute im fahlen Lampenschein. Da sah ich keine Wiege, doch nur ein Bündel Stroh, darauf das Kindlein liegen: Kein Maler träf’ es so! 6. Es hatte ein Paar Wänglein, als wenn’s zwei Röslein wärn, ein Mündchen wie ein Englein, zwei Äuglein wie zwei Stern’, ein Köpfchen wie ein Täubchen, gekräuselt wie der Klee, ein hübsches, herzig’s Leibchen, viel weißer als der Schnee. 7. Die Mutter kniet’ daneben; der hab ich’s angesehn: Sie würd’ bei ihrem Leben für nichts das Kindlein geb’n! Bald nahm sie’s aus dem Bette, bald legt’ sie’s wieder ’nein. Das könnte, ach ich wette, umsorgter wohl nicht sein. 8. Zur andren Seit’ daneben, da kniet’ ihr lieber Mann und neigt’ sich ganz ergeben, betet das Kindlein an. Er küßt’s all’ Augenblicke, das dau’rt die ganze Nacht, er hat’s in einem Stücke nur immer angelacht. 9. Ich glaub’, in unsrem Lande da gibt’s kein solch’ schön’ Kind; es lag im Strahlenkranze, man wurd’ schier davon blind. Ich dacht’ in meinem Sinne: Das Kindlein ständ’ dir an, wenn du dir’s kannst gewinnen, du wagst ein Lämmlein dran! |